# John Butler
John Butler (Memphis (Tennessee), 29 de setembre, 1920 - Nova York, 14 de setembre, 1993), fou un ballarí i coreògraf estatunidenc, deixeble de la Martha Graham. El 1953 fundà la seva pròpia companyia la John Butler Dance Theatre. El reconeixement li va arribar amb Medea, obra estrenada a Spoleto (1975) amb Carla Fracci i Mikhail Baryshnikov i música de Samuel Barber.